# Reflexhamer

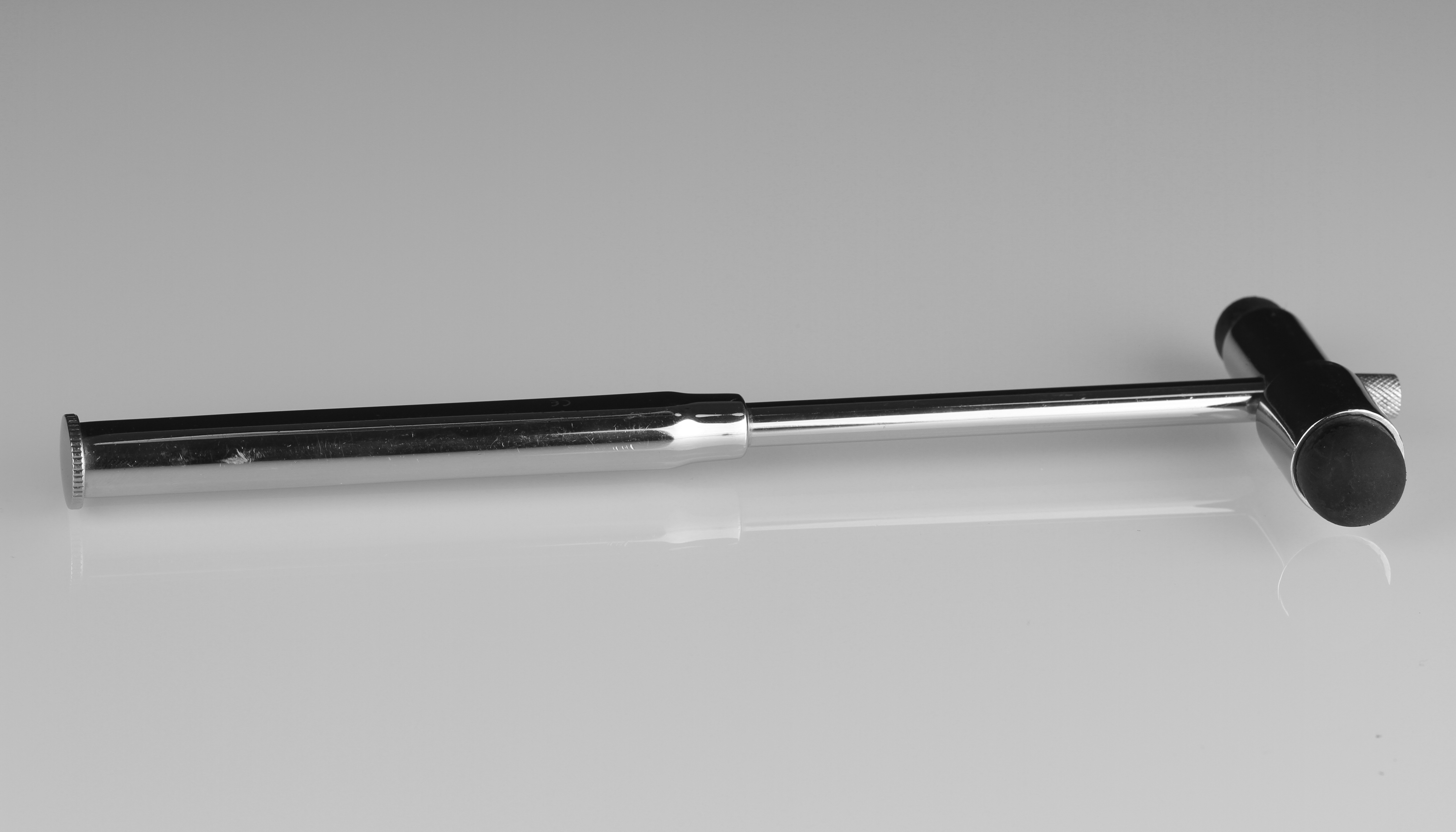
Reflexhamer (type Buck)

Een reflexhamer is een neurologisch onderzoeksinstrument, vooral gebruikt door neuroloog en huisarts. De reflexhamer wordt gebruikt om spierrekkingsreflexen, bijvoorbeeld de achillespeesreflex en kniepeesreflex, op te wekken in het kader van neurologisch onderzoek. 
De hamer bestaat in verschillende vormen. Vaak lijkt hij wat op een bijltje met een bot rubberen kop; er bestaan ook vormen waarbij loodrecht op een steel een ronde schijf is geplaatst met een rubber rand. 
De kop van de hamer moet voldoende massa hebben (circa vijftig gram) om een stevig tikje uit te kunnen delen maar toch zacht genoeg zijn om geen pijn te veroorzaken. Vaak zijn in het handvat nog een of meer andere instrumenten opgenomen zoals een neurologische naald om de pijnzin, of een kwastje om de sensibiliteit te testen. Gebruik van een dergelijke speld zonder deze na iedere patiënt te steriliseren wordt echter om hygiënische redenen niet aanbevolen. 